# Pontus Nordenberg
Pontus Nordenberg (sinh ngày 16 tháng 2 năm 1995) là một cầu thủ bóng đá người Thụy Điển thi đấu cho Nyköpings BIS ở vị trí hậu vệ.